# Llista de muntanyes d'Eslovàquia
Llista de muntanyes d'Eslovàquia, ordenades alfabèticament.
| Índex A B C D E F G H I J K L M N O P Q R S T U V W X Y Z |

## G
| Muntanya          | Altitud (m) | Serralada |
| ----------------- | ----------- | --------- |
| Gerlachovský štít | 2.655       | Tatra     |

## M
| Muntanya      | Altitud (m) | Serralada      |
| ------------- | ----------- | -------------- |
| Mont Javorina | 970         | Carpats Blancs |
| Mont Lopenik  | 911         | Carpats Blancs |

## V
| Muntanya | Altitud (m) | Serralada      |
| -------- | ----------- | -------------- |
| Vápenná  | 752         | Petits Carpats |

## Z
| Muntanya | Altitud (m) | Serralada      |
| -------- | ----------- | -------------- |
| Záruby   | 768         | Petits Carpats |